# Paula Teixeira da Cruz
Paula Maria von Hafe Teixeira da Cruz (Luanda, 1 de junho de 1960) é uma advogada e política portuguesa. Foi Ministra da Justiça do XIX Governo Constitucional de Portugal.

## Biografia

### Percurso profissional
Chegada de Angola em 1975, depois de uma passagem pela Suíça, estudou na Escola Secundária Padre António Vieira e licenciou-se em Direito, na Faculdade de Direito da Universidade Livre de Lisboa, em 1983. Até 1987 foi docente na mesma universidade, bem como na Faculdade de Direito da Universidade de Lisboa, lecionando nomeadamente Direito Administrativo. Ministrou a mesma disciplina no Instituto de Estudos Superiores Financeiros e Fiscais, entre 1991 e 1992.
Advogada a partir de 1992, desenvolveu o inicio da sua carreira profissional na sociedade de advogados Serra Lopes, Cortes Martins & Associados, de que foi socia. Em 2006 passou a integrar a F. Castelo Branco & Associados, onde coordenou o Departamento de Direito Público, Administrativo e do Ambiente.
É também árbitra no Centro de Mediação, Peritagens e Arbitragens Voluntárias do Conselho Nacional de Profissões Liberais. Anteriormente foi também vogal do Conselho Superior da Magistratura (2003-2005) e membro e do Conselho Superior do Ministério Público (1999-2003), além de membro do Conselho Geral da Ordem dos Advogados (2002-2005).
É (ou foi) membro de outras associações ou instituições privadas com fins públicos, designadamente membro da Direcção da Associação para o Progresso do Direito e da Abraço - Associação de Apoio a pessoas com VIH/SIDA.

### Atividade politica
Paula Teixeira da Cruz aderiu ao Partido Social Democrata em 1995, altura em que terminou o ciclo governativo de Aníbal Cavaco Silva (em que o então marido, Paulo Teixeira Pinto, participou, como Secretario de Estado da Presidência do Conselho de Ministros).
Integrou por duas vezes os órgãos de direção nacional do mesmo partido, tendo sido, assim, vice-presidente da Comissão Política Nacional, pela primeira vez, na direção de Luís Marques Mendes (2005-2006) (da qual se demitiu), e a segunda vez com Pedro Passos Coelho, desde 2012 a 2014.
Entretanto, em Lisboa, foi vereadora da Câmara Municipal (1998-2002), ganhando fama pela oposição que fez ao então presidente João Soares, e, posteriormente, presidente da respetiva Assembleia Municipal (2005-2009).
Em 2011, com Pedro Passos Coelho a formar governo (em coligação com o CDS/PP de Paulo Portas), Paula Teixeira da Cruz foi designada Ministra da Justiça do XIX Governo Constitucional de Portugal, cargo em que se manteve ate ao fim da legislatura, em 2015.
O seu período de governação, coincidindo com a implementação do programa de assistência financeira da Troika a Portugal, e a aplicacao de duras medidas de austeridade, caracterizou-se pela promoção da autonomia e do reforço do poder judicial, nomeadamente pela introdução da especialização nos tribunais e da criação de comissões de gestão dos tribunais em todas as comarcas. Foi igualmente aprovado um novo Código de Processo Civil (sobre proposta de uma comissão constituída ainda no governo de José Sócrates, e presidida pelo antigo Secretário de Estado da Justiça João Correia)
Partidária da liberalização das drogas leves, afirmando não pactuar com a "hipocrisia" que envolve a proibição do seu comerciotambém votou, enquanto deputada, a favor do despenalização do aborto e da adopção por casais do mesmo sexo.

## Vida pessoal
Paula Teixeira da Cruz é filha de Augusto Teixeira da Cruz e de sua esposa Maria Susana Casanho von Hafe. É divorciada, desde 1 de Outubro de 2008, de Paulo Teixeira Pinto, com quem casou em 1984 e de quem teve uma filha, Catarina, em 1984, e um filho, Paulo Guilherme, em 1986, o qual morreu a 1 de Novembro de 2008.